# Ружа Игнатова
Ружа Игнатова е българско-германска предприемачка. В неизвестност от края на 2017 г., тя е разследвана в редица страни от март 2018 г. за изграждане на финансова пирамида OneCoin, рекламирана като криптовалута чрез създадените от нея компания OneLife Network и фондация OneWorld Foundation. Има условна присъда от Аугсбургския районен съд за фалита на притежаваната от семейството ѝ леярна в Германия.

## Биография
Данните за живота ѝ са оскъдни. Според някои сведения Игнатова е родена на 30 май 1980 година в Русе. Според други източници, семейството ѝ което е от ромски произход, е от плевенските села. На 10-годишна възраст заедно със семейството си заминава за Германия. Завършва магистратура по икономика в университета в Констанц. Придобива гражданство на Германия, като по-късно българското ѝ гражданство е отнето.

## Бизнес кариера
В началото на кариерата си постъпва като консултант в международната компания „Маккинзи енд Къмпани“, където работи с редица международни банки и финансови институции.
Според технологичния блог Questona.com Ружа Игнатова е вписана в Търговския регистър като „управител на поне 30 дружества и е едноличен собственик на капитала на поне 5 фирми. В периода 2009 – 2010 година е членка на борда и финансов директор на инвестиционния фонд CSIF, който се управлява от Цветелина Бориславова. Влиза и в още няколко негови дъщерни дружества.
Ружа Игнатова и баща ѝ Пламен Игнатов закупуват металургичен завод в Бавария, който през 2012 година фалира. Игнатова не обявява несъстоятелността на завода, за което получава условна присъда. Синдикът на дружеството обвинява семейството в кражба на 1 милион евро.

### Криптовалута и пирамиди
През 2013 година Ружа Игнатова е сред създателите на кратко просъществувалата криптовалута BigCoin. След това заедно с един от партньорите ѝ в BigCoin Себастиан Грийнууд започват нов собствен проект OneCoin. Макар че е рекламирана като криптовалута, OneCoin не притежава някои основни белези на криптовалута. Въпреки това компанията успява да събере вложители с помощта на мрежов маркетинг и постига бизнес успех, така че Игнатова е избрана за бизнес дама на годината за 2014 година. През 2015 година е панелистка по тема „Бъдещето на финансовите транзакции“ на Fourth EU-Southeast Europe Summit – събитие, организирано от списание „Икономист“.
Игнатова е подозирана от чуждестранни медии в участие в няколко финансови пирамиди. Според някои експерти, основаният от нея OneCoin използва капитал, придобит от бивши финансови пирамиди като Conligus (около 10 000 членове), Univer Team (около 120 000 членове), Unaico/SiteTalk, OPN, (около 400 000 членове), Bonofa (около 60 000 членове) и BNG International (около 10 000 членове). С фон от измамни схеми (BigCoin, Crypto Real Investment Trust), регистрация на фирмата в Гибралтар и множество неясноти по функционирането на OneCoin, криптовалутата на Ружа Игнатова е определяна от множество експерти като поредната финансова пирамида и измама. Още през май 2015 година схемата е изобличена като директна финансова измама по схемата на Понци. Срещу самата фирма OneCoin, по-късно преименувана на OneLife, започва разследване за измамни схеми в няколко държави, като в Китай, Австрия и Латвия е обявена за незаконна.
През 2014 година Игнатова основава фондация „Един свят“, (OneWorld Foundation) имаща за цел да подобри образованието на деца и младежи в неравностойно положение. Фондацията се фокусира в повишаване на качеството на живота чрез осигуряване на образование. Според някои експерти, благотворителната фондация всъщност е просто част от схемата на OneCoin.
През май 2015 година българското издание на „Форбс“ излиза с рекламна втора корица под основната със снимка на Игнатова. В PR материалите на OneCoin обаче това е обявено като „Д-р Ружа Игнатова в интервю за Forbes“. Всъщност истинската корица е с портрет на Маркус Персон, основател на Minecraft.
През септември 2015 година българската Комисия за финансов надзор излиза с предупреждение по отношение на OneCoin, като все още го нарича „виртуална валута“. Въпреки отправяните им обвинения през 2016 година OneCoin и Игнатова продължават с покупки на имоти в България, като за година инвестицията вече е над 35 милиона лева.

## Криминално разследване
През септември 2016 година започва криминално разследване за дейността на OneCoin от лондонската полиция и британският финансов регулатор Financial Conduct Authority предупреждава потребителите да внимават при взаимоотношенията си с компанията.
От ноември 2016 година Ружа Игнатова постепенно излиза от управлението на българските дружества. През април 2017 година германският финансов регулатор забранява дейността на OneCoin в страната, а прокуратурата в Билефелд започва разследване за измама. Според служител на Федералното бюро за разследване на Съединените щати, Игнатова е забелязана за последен път през октомври 2017 година.
През януари 2018 година българската и германската прокуратура съвместно с Европол влизат в офисите на OneCoin в София и разпитват служителите. Новината получава широк отзвук по света.
На 8 март 2019 година Окръжната прокуратура в Ню Йорк повдига обвинения срещу Ружа Игнатова и брат ѝ Константин за организирането на финансова пирамида, довела до кражба на милиарди долари. Константин Игнатов е арестуван на 6 март в Лос Анджелис След като се признава за виновен през ноември 2019 година, Игнатов излежава 34 месеца в затвор в Ню Йорк, след което заживява в София. Малката му присъда е вследствие на споразумение с щатското правителство.
През 2022 г. е включена в списъка с десетте най-издирвани престъпници на ФБР, които предлагат награда от 100 хиляди долара за информация относно местонахождението ѝ. Наградата е увеличена на 5 милиона долара.

## Книги, журналистически разследвания и филм
През 2020 година излизат публикации, че е в ход подготовка за създаването на художествен филм за OneCoin, носещ работното име Fake! (Фалшив!). Според тези материали в главната роля ще се въплъти холивудската звезда Кейт Уинслет, като сценарист и режисьор на лентата ще бъде Скот З. Бърнс.
Разследващият журналист Николай Стоянов издава книга през 2022 година за Ружа Игнатова, наречена „Уанкойн: Жената, която измами света“. Книгата е публикувана от издателство „Изток-запад“, и в нея авторът описва разследванията си във връзка с компанията „Уанкойн“, собственост на Игнатова. През същата година излиза и книга от британския журналист Джейми Бартлет, озаглавена „Изчезналата криптокралица“ (публикувана и в България от изд. „Бард“).
През 2022 година, телевизионният канал bTV излъчва филм в две части, носещ името „Ружа Игнатова – измама за милиарди“, на журналистката Владислава Тричкова. В предаването се проследява животът на „Криптокралицата“ от дете до нейното изчезване през 2017 година.
На 22 октомври 2022 г. на Филмовия фестивал в Кьолн се състои световната премиера на филма „Криптокралицата – голямата измама Уанкойн“. 90-минутният документален филм е съвместна продукция на a&o Filmproduktion GmbH Köln и телевизионните канали WDR и ARTE. Автори на филма са режисьорът Йохан фон Мирбах и журналистът от Зюддойче Цайтунг Филип Боверман. Филмът разказва историята на Уанкойн, представян като цифрова валута, създадена от Ружа Игнатова, с която тя измамва над 3 милиона инвеститори от цял свят и присвоява милиарди евро. Авторите разследват и анализират финансовата измама, в която участват българската наркомафия, арабски шейхове, бивши агенти на тайни служби и съмнителни банкери.